# Derrimut

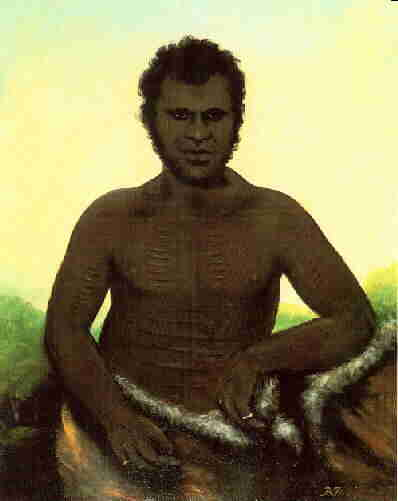
Porträtzeichnung von Derrimut (Benjamin Duterau)

Derrimut, oder auch Derremart oder Terrimoot genannt, (* um 1810 in Victoria, Australien; † 28. Mai 1864 ebenda) war ein Arweet der Aborigines vom Clan der Boonwurrung, die im Gebiet von Melbourne lebten.
Derrimut warnte die frühen europäischen Siedler im Oktober 1835 vor einem Angriff der Aborigines der up-country tribes. Die Kolonisten bewaffneten sich und die Angriff konnte abgewehrt werden. Benbow von den Aborigines der Bunurong und Billibellary von den Wurundjeri beschützten die Kolonisten im Rahmen ihrer Pflichten, die aus ihrer Gastfreundschaftlichkeit resultierte, die in einem Ritual, dem Tanderrum, traditionell vereinbart worden waren.
Derritmut kämpfte in den späten 1850er und frühen 1860er Jahren für die Rechte der Boonwurrung auf ein Leben auf ihrem Land in der Mordialloc Reserve. Dieses Reservat wurde im Juli 1863 geschlossen, und die Mitglieder seines Stamm wurden gezwungen, mit den Woiwurrung und anderen Aborigines in der Coranderrk, einer Aborigines-Missionsstation bei Healsville, zu leben. Dies desillusionierte Derrimut und er starb 1864 im Benevolent Asylum im Alter von 54 Jahren.
Zu seiner Ehre wurde auf dem Melbourne General Cemetery ein Grabstein von Europäern unter Beachtung der Beerdigungsriten der Aborigines errichtet.
Der Stadtteil Derrimut von Melbourne ist nach ihm benannt.